# 克莱翁当德朗
克莱翁当德朗（法語：Cléon-d'Andran，法語發音：[kleɔ̃ dɑ̃dʁɑ̃]）是法国德龙省的一个市镇，属于尼永斯区。

## 地理
克莱翁当德朗（44°36'40"N, 4°56'9"E）面积10.25 平方千米，位于法国奥弗涅-罗讷-阿尔卑斯大区德龙省，该省份为法国东南部内陆省份，北起顺时针与伊泽尔省、上阿尔卑斯省、上普罗旺斯阿尔卑斯省、沃克吕兹省和阿尔代什省接壤。
与克莱翁当德朗接壤的市镇（或旧市镇、城区）包括：拉贝居德德马藏克、沙罗尔、马尔萨讷、皮圣马丹、鲁瓦纳克、鲁比永河畔圣热尔韦。

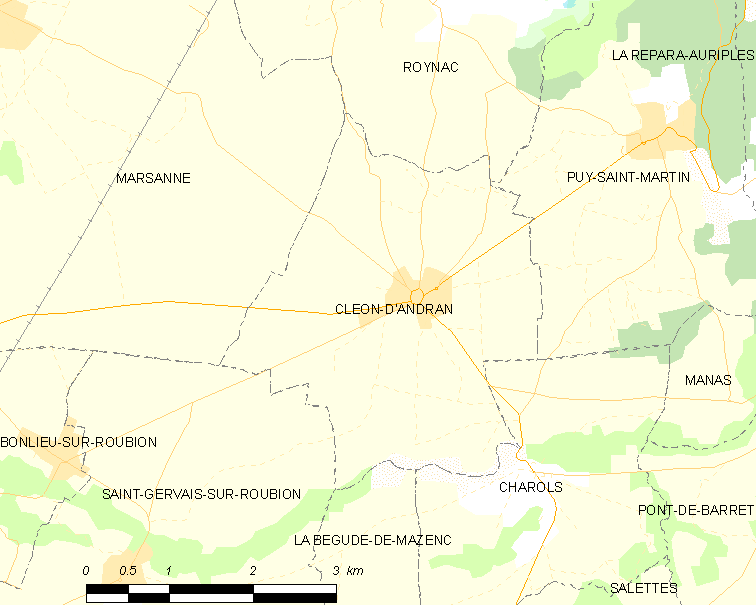
克莱翁当德朗的OSM定位图

克莱翁当德朗的时区为UTC+01:00、UTC+02:00（夏令时）。

## 行政
克莱翁当德朗的邮政编码为26450，INSEE市镇编码为26095。

## 政治
克莱翁当德朗所属的省级选区为迪约勒菲县。

## 人口

1962-2008年间克莱翁当德朗人口变化图示

克莱翁当德朗于2022年1月1日时的人口数量为989人。